# Springbrook (Iowa)
Springbrook és una població dels Estats Units a l'estat d'Iowa. Segons el cens del 2000 tenia 182 habitants.

## Demografia
Segons el cens del 2000, Springbrook tenia 182 habitants, 60 habitatges, i 51 famílies. La densitat de població era de 123,3 habitants/km².
Dels 60 habitatges en un 41,7% hi vivien nens de menys de 18 anys, en un 75% hi vivien parelles casades, en un 5% dones solteres, i en un 15% no eren unitats familiars. En el 13,3% dels habitatges hi vivien persones soles el 6,7% de les quals corresponia a persones de 65 anys o més que vivien soles. El nombre mitjà de persones vivint en cada habitatge era de 3,03 i el nombre mitjà de persones que vivien en cada família era de 3,25.
Per edats la població es repartia de la següent manera: un 29,7% tenia menys de 18 anys, un 7,7% entre 18 i 24, un 26,4% entre 25 i 44, un 19,8% de 45 a 60 i un 16,5% 65 anys o més.
L'edat mediana era de 38 anys. Per cada 100 dones de 18 o més anys hi havia 100 homes.
La renda mediana per habitatge era de 50.750 $ i la renda mediana per família de 51.667 $. Els homes tenien una renda mediana de 26.429 $ mentre que les dones 17.813 $. La renda per capita de la població era de 16.814 $. Cap de les famílies estaven per davall del llindar de pobresa.

## Poblacions més properes
El següent diagrama mostra les poblacions més properes.